# 1948 na ciência

## Eventos
- Dennis Gabor, Nobel da física, concebeu a holografia.
- Curta - calculadora mecânica inventada por Curt Herzstark
- Claude Shannon: 'A mathematical theory of communication' a seminal paper in Teoria da informação.
- Richard Feynman, Julian Schwinger, Sin-Itiro Tomonaga e Freeman Dyson: Eletrodinâmica quântica

## Nascimentos
| Data            | Nome                    | Profissão               | Nacionalidade   | Observações                 | Ref   |
| --------------- | ----------------------- | ----------------------- | --------------- | --------------------------- | ----- |
| 28 de fevereiro | Steven Chu              | físico                  | Estados Unidos  | Nobel da Física 1997        | [ 1 ] |
| 2 de março      | Andrei Linde            | físico                  | União Soviética |                             |       |
| 31 de março     | Eliyahu M. Goldratt     | físico                  | Israel          |                             |       |
| 18 de abril     | Yasumasa Kanada         | matemático              | Japão           |                             |       |
| 30 de abril     | Robert Tarjan           | cientista de computação | Estados Unidos  | Prémio Turing 1986          | [ 2 ] |
| 19 de maio      | John Macleod Ball       | matemático              | Reino Unido     | Medalha Sylvester 2009      |       |
| 27 de junho     | Carlos Matos Ferreira   | físico                  | Portugal        | m. 2014                     |       |
| 28 de junho     | Kenneth Alan Ribet      | matemático              | Estados Unidos  | Prémio Fermat 1989          | [ 3 ] |
| 18 de julho     | Hartmut Michel          | químico                 | Alemanha        | Nobel da Química 1988       | [ 4 ] |
| 4 de agosto     | Giorgio Parisi          | físico                  | Itália          | Medalha Dirac 1999          | [ 5 ] |
| 5 de novembro   | Bernard-Henri Lévy      | filósofo e escritor     | França          |                             |       |
| 5 de novembro   | William Daniel Phillips | físico                  | Estados Unidos  | Nobel da Física 1997        | [ 1 ] |
| 13 de novembro  | Nicolas Grimal          | egiptólogo              | França          |                             |       |
| 8 de dezembro   | Luis Caffarelli         | matemático              | Argentina       | Prémio Leroy P. Steele 2009 | [ 6 ] |
| ??              | Eliyahu M. Goldratt     | físico                  | Israel          |                             |       |
| ??              | Alan Lightman           | físico                  | Estados Unidos  |                             |       |
| ??              | John Zogby              | estatístico             | Estados Unidos  |                             |       |
| ??              | Harvey Friedman         | matemático              | Estados Unidos  |                             |       |
| ??              | José Sousa Ramos        | matemático              | Portugal        | m. 2007                     |       |

## Mortes
| Data            | Nome                  | Profissão                          | Nacionalidade                              | Observações                                         | Ref         |
| --------------- | --------------------- | ---------------------------------- | ------------------------------------------ | --------------------------------------------------- | ----------- |
| 25 de fevereiro | Alexander Du Toit     | geólogo                            | África do Sul                              | n. 1878                                             |             |
| 12 de março     | Antoine Lacroix       | geólogo e mineralogista            | Segundo Império Francês                    | n. 1863 Medalha Penrose 1930 Medalha Wollaston 1917 | [ 7 ] [ 8 ] |
| 25 de maio      | Roberto Simonsen      | engenheiro, escritor e político    | Brasil                                     | n. 1889                                             |             |
| 16 de junho     | Marcel Brillouin      | físico                             | Segundo Império Francês                    | n. 1854                                             |             |
| 25 de junho     | Bento de Jesus Caraça | matemático e político              | Reino Unido de Portugal, Brasil e Algarves | n. 1901                                             |             |
| 22 de julho     | Jean Nageotte         | neurologista                       | Segundo Império Francês                    | n. 1866                                             |             |
| 10 de agosto    | Emílio Almansi        | físico e matemático                | Itália                                     | n. 1869                                             |             |
| 5 de setembro   | Richard Chace Tolman  | físico-matemático e físico-químico | Estados Unidos                             | n. 1881                                             |             |
| 17 de setembro  | Ruth Benedict         | antropóloga                        | Estados Unidos                             | n. 1887                                             |             |
| 30 de setembro  | Gustave Roussy        | neurologista                       | Terceira República Francesa                | n. 1874                                             |             |
| 31 de dezembro  | Heinrich Konen        | físico                             | Alemanha                                   | n. 1874                                             |             |

## Prémios
Medalha Bruce
- Otto Struve[9]

Medalha Copley
- Archibald Vivian Hill[10]

Medalha Davy
- Edmund Langley Hirs[11]

Medalha Lavoisier (SCF)
- Alexander Todd[12]

Medalha Max Planck
- Max Born[13]

Medalha Real
- Zoologia - James Gray[14]
- Geofísica - Harold Jeffreys[14]

Medalha Rumford
- Franz Eugen Simon[15]

Prémio Nobel

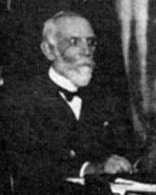
Marcel Brillouin
(1854 - 1948)

- Física - Patrick Maynard Stuart Blackett[1]
- Química - Arne Wilhelm Kaurin Tiselius[4]
- Medicina - Paul Hermann Müller[16]